# 볼프강 아마데우스 모차르트
볼프강 아마데우스 모차르트(독일어: Wolfgang Amadeus Mozart, 1756년 1월 27일~1791년 12월 5일)는 오스트리아의 서양 고전 음악 작곡가이다. 고전파 작곡가로 분류되며, 많은 작품을 쓴 영향력 있는 작곡가였다. 짧은 생애에도 불구하고 빠른 창작 속도로 인해 당시 서양 고전 음악의 거의 모든 장르에 걸쳐 800곡이 넘는 작품을 남겼다. 이들 작품 중 다수는 교향곡, 협주곡, 실내악, 오페라, 합창 레퍼토리에서 최고봉으로 평가받는다. 모차르트는 서양 음악사에서 가장 위대한 작곡가 중 한 명으로 널리 여겨지며, 그의 음악은 "선율의 아름다움, 형식의 우아함, 화음과 텍스처의 풍부함"으로 찬사를 받는다. 오늘날 모차르트는 “음악의 신동”이라는 별칭으로도 불리며 널리 존경받고 있다.
잘츠부르크에서 태어난 모차르트는 어린 시절부터 비범한 재능을 보였다. 다섯 살에 이미 건반악기와 바이올린 연주에 능숙했고, 작곡을 시작했으며, 유럽 왕족들 앞에서 공연을 펼쳤다. 그의 아버지는 그를 데리고 유럽 전역을 순회하며 세 차례 이탈리아 여행을 다녔다. 17세에 잘츠부르크 궁정 음악가로 일했으나 더 나은 자리를 찾아 여러 도시를 여행하기 시작했다. 파리, 만하임, 뮌헨, 잘츠부르크 등에서 직장을 탐색하며 모차르트는 다섯 개의 바이올린 협주곡, 신포니아 콘체르탄테, 플루트와 하프 협주곡, 성가와 미사곡, 모테트 《환호하라, 기뻐하라》, 오페라 《이도메네오》 등의 작품을 작곡했다.
1781년 비엔나를 방문한 모차르트는 잘츠부르크에서의 직위를 해고당했다. 그는 비엔나에 머물며 명성을 얻었으나 재정적으로는 원하는 만큼 안정적이지 못했다. 비엔나에서의 초기에는 오페라 《후궁으로부터의 유괴》, 대미사 다단조, '하이든' 사중주와 여러 교향곡을 작곡했다. 비엔나에서 지내며 모차르트는 12개 이상의 피아노 협주곡을 작곡했는데 이는 그의 가장 위대한 업적 중 일부로 평가된다. 그의 생애 마지막 몇 년 동안 모차르트는 교향곡 41번을 포함한 마지막 세 개의 교향곡, 세레나데 《아이네 클라이네 나흐트무지크》, 클라리넷 협주곡, 오페라 《피가로의 결혼》, 《돈 조반니》, 《코지 판 투테》, 《마술피리》, 그리고 《레퀴엠》과 같은 대표작들을 작곡했다. 《레퀴엠》은 그가 35세로 사망할 당시 미완성 상태였다. 그의 죽음에 관한 정황은 불확실하며 많은 이야기를 낳았다.

## 생애

### 모차르트의 유년기

아버지 레오폴트 모차르트의 의뢰로 그려진 1763년의 초상

1756년 1월 27일 오스트리아 잘츠부르크에서 아버지 레오폴트 모차르트와 어머니 안나 마리아 모차르트의 자식으로 태어났다. 형제로는 7남매가 있었는데, 그중 5명은 어린 나이에 죽고 누나 마리아 안나 모차르트, 일명 '나넬'만이 남아있었다. 출생 직후 가톨릭 성당에서 세례명은 요하네스 크리소스토무스 볼프강구스 테오필루스 모차르트(라틴어: Johannes Chrysostomus Wolfgangus Theophilus Mozart)였다. 흔히 알려진 중간 성명인 아마데우스(독일어: Amadeus)는 세례명 중간 성명의 그리스어 어원 테오필루스(Theophilus)를 라틴어로 바꾼 것이다. 아버지인 레오폴트 모차르트는 아우크스부르크 태생으로 잘츠부르크 궁정 관현악단의 카펠마이스터였는데, 볼프강의 누나인 나넬이 7살일 때 건반악기를 가르쳤다. 전한 바에 따르면, 볼프강은 세 살 때부터 누나를 보고 스스로 건반을 다루고 연주하는 법을 터득했다고 한다. 레오폴트 모차르트는 어린 아들의 재주를 알아보았고, 볼프강에게 직접 피아노와 바이올린을 가르쳤다. 작곡되어 《나넬의 음악책Nannerl Notenbuch》로 출판되었다. 여기에 쓴 레오폴트의 기록에 따르면, 어린 볼프강은 네 살 때 여러 곡을 배웠으며 다섯 살 때 이미 작곡을 하기 시작했다. 현대에는 이 기록을 그대로 믿지는 않지만, K. 1a, b, c가 몇 주 이내에 작곡되었다는 사실에는 대부분 동의한다. 사람들은 어린 모차르트의 작곡을 믿지 못했기 때문에 집에서 그를 시험하기도 하였지만, 모차르트는 그 사람들에게 뛰어난 작곡 실력과 재능을 보였다.

#### 연주 여행
아버지 레오폴트의 교육열은 대단하였는데, 특히 6세 때 뮌헨으로 데려가면서 유럽 각지로 연주 여행을 보내 여러 작곡가와 교류하고 배우게 하였다. 1763-1766까지 독일 여러 도시는 물론 파리, 런던 등을 돌며 많은 작곡가와 교류한 서유럽 일주는 모차르트에게 부담과 동시에 큰 영향을 주었으며, 특히 1764년에서 1765년 사이 영국 런던에서 요한 크리스티안 바흐에게 작곡 등 배우면서 영향을 많이 받았다. 이후 모차르트는 수차례 이탈리아를 여행하며 음악을 공부하였는데, 조반니 바티스타 마르티니에게서 음악이론을 배운 것을 비롯해 다양한 교향곡과 오페라를 접하는 기회가 되기도 하였다. 또한 어머니 안나 마리아 모차르트와 함께 한 여행에서 만하임, 파리 등을 다니며 여러 작품을 남기기도 하였다.

#### 잘츠부르크의 궁정음악가

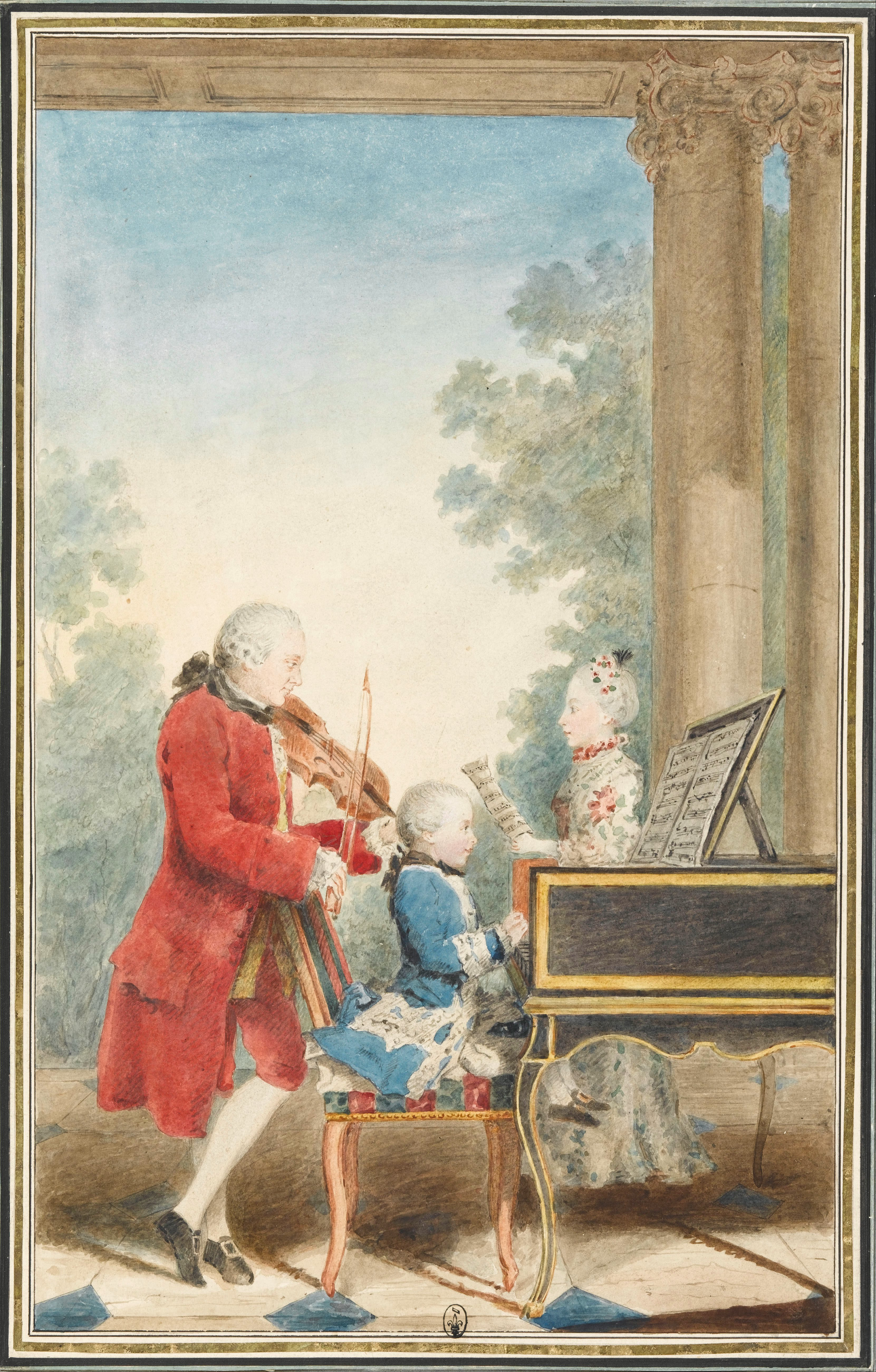
연주 여행중의 모차르트 가족. 왼쪽부터 레오폴트, 나넬, 볼프강. 1763년경.

어릴 때부터 여러 대도시와 궁정에서 연주를 보인 모차르트는 잘츠부르크에 머물며 궁정음악가로 활동하였었으나 그의 자유분방한 성격은 궁정과 여러 갈등을 일으켰고, 결국 대주교와의 불화를 계기로 1781년 빈으로 떠나 이후 죽을 때까지 이곳에 머무른다. 그 곳에서 콘스탄체라는 여인과 사랑에 빠진 모차르트는 가족의 반대에도 불구하고 1782년 결혼을 성사시켰다. 1부 문헌에 따르면 모차르트는 오스트리아 빈에서 생활하던 1784년에 루트비히 판 베토벤과도 만났다. 그는 어려운 집안사정에도 자신을 찾아온 베토벤을 반갑게 맞이하였는데, 이 때 베토벤의 나이는 불과 14세였다. 모차르트는 베토벤이 자신의 곡을 즉흥적으로 또 다른 작품으로 훌륭히 소화하자 칭찬을 아끼지 않았으며, 교육비를 일절 거절하고 베토벤을 가르치는데 전념했다고 전해진다. 그러나 베토벤은 어머니의 사망 소식을 듣자 모차르트에게 작별인사를 하고 빈을 갑작스럽게 떠났다. 만난 지 불과 한 달만의 일로 이것이 두 거장의 마지막 만남이었다. (베토벤이 다시 오스트리아 빈에 찾아온 것은 1792년의 일로 그 때는 모차르트가 죽은지 1년이 지난 후였다.) 그러나, 이 이야기의 전거는 오토 얀이 저술한 모차르트의 전기가 유일하므로, 오늘날에는 베토벤과 모차르트가 만났다는 일화에 대한 신뢰성은 잘 인정받지 못하고 있다. 그는 "초안을 하지 않는 천재"'라고 미화되어 있지만, 사실 자필 악보에는 완성·미완성 곡을 포함하여 초안 및 수정의 흔적이 꽤 발견되고 있다. 그리고 그는 종종 스케치와 초안을 만들었지만, 베토벤과는 달리, 그의 아내가 그의 죽음 후에 그것들을 없애려고 했기 때문에 대부분 보존되지 않았다.

### 죽음

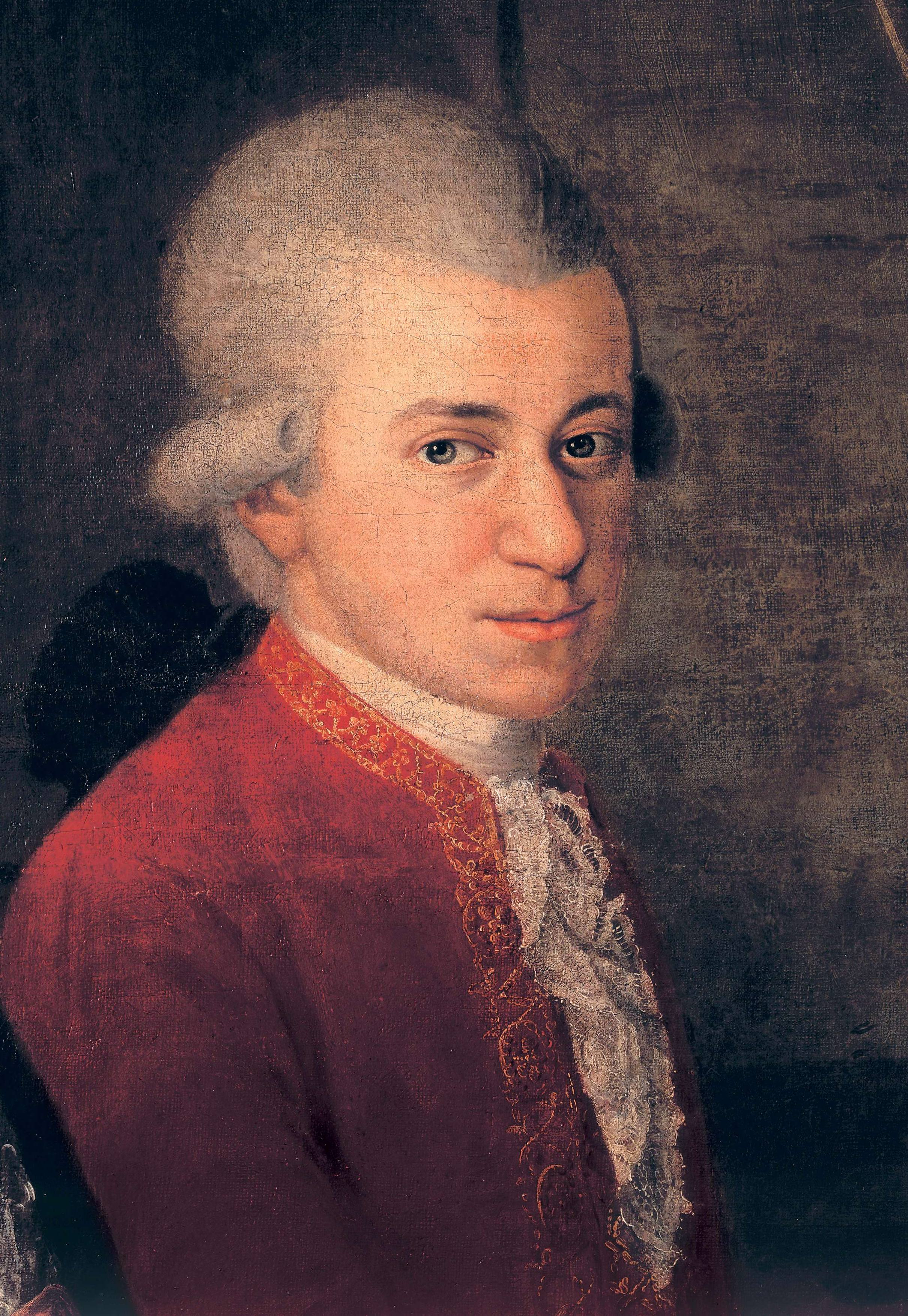
모차르트의 초상화. Johann Nepomuk della Croce의 1780년 경 작품

모차르트의 죽음과 그 원인에 대해서는 수많은 전설을 비롯하여 학설이 많다. 낭만적인 주장으로는 모차르트의 건강이 점점 약해지면서 그의 모습과 작품들 역시 다가오는 죽음과 함께 쇠퇴하였다는 것이 있다. 반면에 다른 학자들은 모차르트의 마지막 해가 그에게 성공적이었으며, 그의 죽음이 가족들에게 충격이었다는 점을 들어 그의 죽음이 갑작스러웠다고 주장한다. 그의 죽음의 원인 또한 추측이 무성하다. 기록에는 그가 "무수히 난 좁쌀만한 발열"("hitziges Frieselfieber")로 죽었다고 되어 있는데, 현대의학으로 진단할 수 있는 것에 비해서는 충분한 정보가 되지 못하고 있다. 사인에 대한 학설 중에는 선모충병, 중독, 류머티스열, 덜 익힌 돼지고기에 의한 식중독 등이 있다. 환자의 피를 뽑았던 당시의 의술도 모차르트의 죽음을 앞당기는 데에 이바지했다고 본다. 볼프강 아마데우스 모차르트는 1791년 12월 5일 오전 0시 55분경에 죽었다. 아내 콘스탄체는 모차르트가 완성하지 못한 작품 레퀴엠의 완성을 여러 제자에게 맡겼으나 끝내 완성하지 못하다가 결국 프란츠 크사버 쥐스마이어가 완성했다. 모차르트가 가난과 무관심 속에서 죽었다는 이야기가 흔하나, 그에게는 나름 만족할 만한 수입이 있었다는 주장도 설득력 있다. 예컨대 모차르트는 체코 프라하 같이 멀리 떨어진 곳에서 꾸준한 작곡 의뢰를 받기도 했다. 그가 말년에 전성기 때만큼의 명성을 누리지는 못했던 근거로 돈을 꿔 달라고 쓴 편지가 들리기도 하지만 또 통설에 의하면 이는 단순히 수입이 부족해서가 아니라 모차르트의 방탕함 때문이었을 것으로 추정된다. 그 실례로 모차르트가 입은 옷은 보석들로 치장된 화려한 의상이었으며 도박으로 돈을 낭비하기도 했다고 한다. 모차르트는 죽은 후 빈 외곽의 성, 마르크스 묘지에 묻혔다. New Groove에 따르면 그가 여러 사람과 함께 묻힌 것은 사실이나 이는 가난에 따른 것이 아니라 당시 빈의 중산층의 일반적 장례 풍습대로였다. 묘비가 나무였던 것 또한 당시 오스트리아 빈 중산층의 흔한 장례 풍습에 따른 것이었다고 하는데, 실제로 당시 빈에서는 화려한 장례가 엄격히 금지되었다. 전설에 따르면 장례식 날 비가 오고, 천둥이 쳤다고 하나 위 출처에 따르면 사실은 구름 한 점 없는 쾌청한 날이었다고 한다. 현재 모차르트의 무덤의 위치를 알 수 없는 것은 성 마르크스 묘지가 더 많은 묘지를 수용하기 위해 이장을 거듭하였기 때문이다. 아내 콘스탄체 모차르트는 남편이 죽은 후 추모 음악회, 미발표 작품의 출판 등으로 경제적으로 성공하였다. 1809년 그녀는 덴마크 출신의 외교관이던 게오르크 니콜라우스 폰 니센(Georg Nikolaus von Nissen)과 재혼했다. 그들은 덴마크로 이주했다가 오스트리아 잘츠부르크로 돌아와 여생을 마감했다. 콘스탄체와 새 남편은 모두 모차르트에 대한 전기를 남겼다.

## 음악
볼프강 아마데우스 모차르트는 여러 장르의 많은 음악 작품을 남겼다. 그의 많은 작품 가운데 특히 오페라, 피아노 협주곡, 교향곡, 그리고 현악 사중주와 현악 오중주 작품들이 유명하다. 모차르트는 또 피아노 솔로와, 여러 형태의 실내악, 미사곡 및 여러 종교 음악, 무곡들, 디베르티멘토 등도 작곡했다.

### 모차르트가 받은 영향
모차르트의 유년기는 궁정 바이올리니스트인 아버지 레오폴트의 교육으로 클라비어에 숙달하여 유럽 각지를 일찍부터 순회연주하였다. 당시 유럽의 각지에서는 여러 가지 새로운 양식적 시도가 있었으므로 모차르트의 여행은 그러한 새로운 예술적 동향에 직접 접할 기회를 부여받고 그의 창작능력에 지대한 영향을 미쳤던 것이다. 이처럼 그가 일찍부터 부친의 천재교육과 유럽의 연주여행에서 직접 체험하고 또한 받은 중요한 영향을 살펴보면 대강 아래와 같다.
- 잘츠부르크 음악 - 어린 모차르트가 출생지에서 받은 영향은 그의 예술적 지능을 형성하였다. 잘츠부르크의 음악은 결코 깊이가 있다고는 할 수 없으나 우아함이 감도는 경쾌감이 특징으로서, 이 지방의 작곡가 에이베를린이나 요제프 하이든의 동생 미하엘 하이든의 음악에 기조를 이룩하기도 했다.
- 파리의 음악 - 1763년에서 1764년, 파리에서 알게 된 요제프 슈베르트, 에카르트(Eccard), 르그랑(Legrand)의 영향을 받아 당시 파리를 휩쓸던 우아하고 경쾌한 클라브생 음악에서 감명을 받았다.
- 요한 크리스티안 바흐 - 1764-5년의 영국 체재 중, 대 바흐의 막내아들 크리스티안의 교향곡에서 배운 바가 많았다. 이시기 쳄발로 소나타로 곡을 편곡한 쳄발로 협주곡 3곡을 작곡하였다.
- 이탈리아 음악 - 1770년의 이탈리아 여행 중, 마르티니 신부로부터 직접 지도를 받아 엄격한 대위법 음악에 대한 흥미를 더하였다.
- 전(前)고전파의 작곡가들 - 1773년 여름의 빈 여행에서 하이든, 바겐자일, 몬 등의 견고한 구성미의 음악에 결정적인 자극을 받아 독일 음악을 재인식하였다.
- 갤런트 양식 - 미하엘 하이든의 우아한 작풍에 감명을 받고 모차르트의 선천적인 음악적 기질과도 어울려 우아한 표현이 개화하였다. 미하엘곡의 작품 중에는 쾨헬목록에 잘못 포함되어있는 곡도 있다.
- 요제프 하이든 - 모차르트가 1781년 빈에 정착한 뒤부터 직접적인 교류에 의하여 한층 그 유대가 강해졌으며 그는 1782-1785년에 걸쳐 작곡한 6곡의 현악 4중주곡 <하이든 4중주곡>을 하이든에게 바쳐 감사를 표하였다.

### 후세에 준 영향
그는 감정과 감각이 극도로 예민하여 당시의 각종 음악 양식을 부드러운 태도로 흡수, 여기에 개성의 심오한 특성을 반영하여 독일 고전주의 음악의 정수를 표현함으로써 후세에 결정적인 영향을 끼쳤다. 그의 교향곡은 그 개성적인 창작이 베토벤에게 이어졌고, 가극은 베버에 의하여 계승되었다. 조아키노 로시니는 모차르트가 "천재성만큼 지식을 가지고 있으며, 지식만큼 천재성을 가지고 있는 유일한 음악가"라고 말했다. 루트비히 판 베토벤은 그의 제자 페르디난드 리스에게 자신이 모차르트의 피아노 협주곡 24번의 1악장의 주제만큼 대단한 선율을 생각해낼 수 없다고 말했다. 베토벤이 모차르트에게 보내는 경의로 쓴 작품이 있는데, 마술 피리의 주제에 의한, 첼로와 피아노를 위한 두 개의 곡과 모차르트의 피아노 협주곡을 위해 쓴 카덴자 등이 그것이다. 모차르트는 베토벤을 만나고 나서 그를 칭찬한 적이 있었다. 표트르 일리치 차이콥스키는 모차르트를 위해 《모차르티아나》를 썼으며, 구스타프 말러는 모차르트의 이름을 부르다 죽었다. 막스 레거의 가장 널리 알려진 작품인 《모차르트의 주제에 의한 변주곡과 푸가》는 모차르트의 피아노 소나타 11번에 의한 것이다.

### 쾨헬 번호
모차르트의 작품을 정리하려는 시도는 있었지만, 처음으로 성공한 것은 

### 악기
하프시코드를 위한 작품들을 주로 작곡하던 모차르트는 레겐스부르크의 건축가 프란츠 야콥 스페스가 제작한 피아노를 접하게 된다. 이후에도 모차르트는 아우크스부르크를 방문했을 때 슈타인 피아노로부터 깊은 인상을 받고 편지에 이를 남긴다. 1777년 10월 22일, 모차르트는 슈타인이 제공 한 악기로 그의 세대의 피아노를 위한 협주곡 (K.242)을 초연한다. 이 때 아우크스부르크 성당의 오르간 연주자 데믈러가 제1연주자로, 모차르트가 제2연주자로 초연했다. 1783년 비엔나에서 살 때에는 월터의 악기를 구입한다. 레오폴트 모차르트의 증언에 의하면 이 피아노는 모차르트의 집에서 극장이나 다른 사람의 집으로 12번 이상 옮겨졌다고 한다.

## 일화

### 전설
모차르트는 전설을 많이 가지고 있는 작곡가이다. 예를 들어 모차르트가 남긴 레퀴엠이 스스로를 위한 것이라는 것인데, 많은 작가들이 이 이야기에 영감을 받아 글을 썼지만, 진실을 밝히기 위한 학자들의 연구에는 방해가 되는 것이다. 유명한 것은 모차르트가 안토니오 살리에리와 경쟁 관계에 있었으며 살리에리가 모차르트에게 독을 먹여 죽였다는 이야기인데, 이것은 알렉산드르 푸시킨의 연극 《모차르트와 살리에리》, 니콜라이 림스키코르사코프의 오페라 《모차르트와 살리에리》, 피터 섀퍼의 연극 《아마데우스》의 주제로 다뤄졌다. 《아마데우스》는 영화로 만들어져 여덟 개의 아카데미상을 받았다. 많은 사람들이 섀퍼의 연극에서 모차르트가 천박하고 촌스럽게 그려졌다 하여 이를 거짓 과장이라 비난하였다. 다른 전설은 모차르트의 음악적 천재성에 대한 것으로, 또한 영화《아마데우스》에서 그려진 것처럼 모차르트가 영감을 받아 머릿속에서 음악을 완성한 다음 한 번도 고치지 않고 써내려갔다는 것인데, 실제로는 한번에 거침없이 작곡하는 것이 아닌 신중하고 노력하는 작곡가였으며, 그의 음악적 지식과 기법은 오랜 시간 동안 이전 시대의 음악을 연구함으로써 나온 것이라는 주장이 있다. 반면, 음악학(로버트 뉴먼)은 모차르트를 표절죄를 지은 무능력한 사람으로 간주한다. 이는 모차르트가 직접 악보를 쓴 적이 없다는 것을 의미한다. 그는 원래 모차르트의 작품으로 간주된 많은 작품이 이후 다른 작곡가의 작품으로 간주되었으므로, 이는 모차르트의 작품으로 간주되는 모든 작품이 사기라는 것을 의미한다고 말한다.

### 프리메이슨
모차르트는 프리메이슨의 회원으로 가입하여 적극적으로 활동하였다. 1784년에 12월 14일에 프리메이슨 '자선' 지회에 가입하였고, 후에는 장인, 마스터 메이슨까지 되었다. 다만, 당시에는 프리메이슨에 가입한다는 것이 가입자 자신의 사회적 영향력에 대한 과시의 의미가 컸으므로, 친목 단체인 프리메이슨의 특성상 그리 문제될 일은 아니었다.

## 작곡가 모차르트를 주제 또는 소재로 한 작품
- 뮤지컬 모짜르트
- 영화 아마데우스
- 연극 아마데우스

## 참고 문헌
- 제러미 시프먼, 《모차르트, 그 삶과 음악》(임선근 역, 포노, 2010). ISBN 978-89-93818-05-5 이 문서에는 다음커뮤니케이션(현 카카오)에서 GFDL 또는 CC-SA 라이선스로 배포한 글로벌 세계대백과사전의 "서양 음악의 역사" 항목을 기초로 작성된 글이 포함되어 있습니다.